# Плавання на літніх Олімпійських іграх 2024 — 200 метрів брасом (жінки)
Змагання з плавання на 200 метрів брасом серед жінок на літніх Олімпійських іграх 2024 відбудуться 31 липня і 1 серпня на Арені Дефанс.

## Рекорди
Перед змаганнями чинні світовий та олімпійський рекорди були такі:
| Світовий рекорд     | Євгенія Чикунова (RUS) | 2:17.55 | Казань, Росія | 21 квітня 2023 |
| Олімпійський рекорд | Татьяна Сміт (RSA)     | 2:18.95 | Токіо, Японія | 30 липня 2021  |

## Формат змагань
Змагання складаються з трьох раундів: попередні запливи, півфінали та фінал. Плавчині, що показали 16 найкращих результатів у попередніх запливах, виходять до півфіналів. Плавчині, що показали 8 найкращих результатів у півфіналах, виходять до фіналу. У тому разі, коли на останнє місце потрапляння до півфіналів чи фіналу претендують дві чи більше плавчині з однаковим часом, передбачено перепливання.

## Розклад
Вказано центральноєвропейський час (UTC+1)
| Дата          | Час   | Раунд             |
| ------------- | ----- | ----------------- |
| 31 липня 2024 | 10:00 | Попередні запливи |
| 31 липня 2024 | 19:37 | Півфінали         |
| 1 серпня 2024 | 17:30 | Фінал             |

## Результати

### Попередні запливи
| Місце | Заплив | Доріжка | Плавчиня            | Країна                                | Час     | Нотатки |
| ----- | ------ | ------- | ------------------- | ------------------------------------- | ------- | ------- |
| 1     | 1      | 4       | Татьяна Сміт        | ПАР (RSA)                             | 2:21.57 | Q       |
| 2     | 2      | 4       | Тес Схаутен         | Нідерланди (NED)                      | 2:23.08 | Q       |
| 3     | 3      | 4       | Кейт Дуглас         | США (USA)                             | 2:23.44 | Q       |
| 4     | 3      | 3       | Є Шивень            | Китай (CHN)                           | 2:23.67 | Q       |
| 5     | 1      | 6       | Кейлін Корбетт      | ПАР (RSA)                             | 2:23.85 | Q       |
| 6     | 3      | 2       | Судзукі Сатомі      | Японія (JPN)                          | 2:23.80 | Q       |
| 7     | 1      | 5       | Мона Макшеррі       | Ірландія (IRL)                        | 2:23.98 | Q       |
| 8     | 2      | 3       | Дженна Страуч       | Австралія (AUS)                       | 2:24.38 | Q       |
| 9     | 2      | 7       | Джессіка Валь       | Іспанія (ESP)                         | 2:24.52 | Q       |
| 10    | 1      | 3       | Котрина Тетеревкова | Литва (LTU)                           | 2:24.59 | Q       |
| 11    | 3      | 5       | Ліллі Кінг          | США (USA)                             | 2:24.91 | Q       |
| 12    | 2      | 2       | Келсі Воґ           | Канада (CAN)                          | 2:25.11 | Q       |
| 13    | 2      | 6       | Сідні Пікрем        | Канада (CAN)                          | 2:25.45 | Q       |
| 14    | 3      | 6       | Елла Рамзей         | Австралія (AUS)                       | 2:25.61 | Q       |
| 15    | 3      | 7       | Франческа Фанджо    | Італія (ITA)                          | 2:25.85 | Q       |
| 16    | 1      | 2       | Крістина Горська    | Чехія (CZE)                           | 2:26.28 | Q       |
| 17    | 2      | 1       | Ліза Маміє          | Швейцарія (SUI)                       | 2:26.39 |         |
| 18    | 2      | 8       | Макарена Себальйос  | Аргентина (ARG)                       | 2:26.55 |         |
| 19    | 2      | 5       | Теа Бломстерберґ    | Данія (DEN)                           | 2:27.81 |         |
| 20    | 1      | 1       | Софі Ханссон        | Швеція (SWE)                          | 2:28.10 |         |
| 21    | 1      | 7       | Аліна Змушко        | Індивідуальні нейтральні атлети (AIN) | 2:28.19 |         |
| 22    | 3      | 1       | Летиція Сім         | Сінгапур (SGP)                        | 2:29.46 |         |
| 23    | 3      | 8       | Енелі Єфімова       | Естонія (EST)                         | 2:30.68 |         |

### Півфінали
Плавці, що показали 8 найкращих результатів незалежно від запливу, виходять до фіналу.
| Місце | Заплив | Доріжка | Плавчиня            | Країна           | Час     | Нотатки |
| ----- | ------ | ------- | ------------------- | ---------------- | ------- | ------- |
| 1     | 2      | 5       | Кейт Дуглас         | США (USA)        | 2:19.74 | Q       |
| 2     | 2      | 4       | Татьяна Сміт        | ПАР (RSA)        | 2:19.94 | Q       |
| 3     | 1      | 4       | Тес Схаутен         | Нідерланди (NED) | 2:22.74 | Q       |
| 4     | 1      | 3       | Кейлін Корбетт      | ПАР (RSA)        | 2:22.87 | Q       |
| 5     | 1      | 5       | Є Шивень            | Китай (CHN)      | 2:23.13 | Q       |
| 6     | 2      | 7       | Ліллі Кінг          | США (USA)        | 2:23.25 | Q       |
| 7     | 1      | 2       | Котрина Тетеревкова | Литва (LTU)      | 2:23.42 | Q       |
| 8     | 2      | 3       | Судзукі Сатомі      | Японія (JPN)     | 2:23.54 | Q       |
| 9     | 2      | 1       | Сідні Пікрем        | Канада (CAN)     | 2:24.03 |         |
| 10    | 1      | 6       | Дженна Страуч       | Австралія (AUS)  | 2:24.05 |         |
| 11    | 2      | 6       | Мона Макшеррі       | Ірландія (IRL)   | 2:24.48 |         |
| 12    | 1      | 1       | Елла Рамзей         | Австралія (AUS)  | 2:24.56 |         |
| 13    | 1      | 7       | Келсі Воґ           | Канада (CAN)     | 2:24.82 |         |
| 14    | 2      | 8       | Франческа Фанджо    | Італія (ITA)     | 2:25.39 |         |
| 15    | 1      | 8       | Крістина Горська    | Чехія (CZE)      | 2:25.77 |         |
| 16    | 2      | 2       | Джессіка Валь       | Іспанія (ESP)    | 2:26.22 |         |

### Фінал
| Місце | Доріжка | Плавчиня            | Країна           | Час     | Нотатки |
| ----- | ------- | ------------------- | ---------------- | ------- | ------- |
| 1     | 4       | Кейт Дуглас         | США (USA)        | 2:19.24 | AM      |
| 2     | 5       | Татьяна Сміт        | ПАР (RSA)        | 2:19.60 |         |
| 3     | 3       | Тес Схаутен         | Нідерланди (NED) | 2:21.05 |         |
| 4     | 8       | Судзукі Сатомі      | Японія (JPN)     | 2:22.54 |         |
| 5     | 1       | Котрина Тетеревкова | Литва (LTU)      | 2:23.75 |         |
| 6     | 2       | Є Шивень            | Китай (CHN)      | 2:24.31 |         |
| 7     | 6       | Кейлін Корбетт      | ПАР (RSA)        | 2:24.46 |         |
| 8     | 7       | Ліллі Кінг          | США (USA)        | 2:25.91 |         |